# 愛內里菜&三枝夕夏
愛内里菜&三枝夕夏是由同为日本女歌手的愛内里菜和三枝夕夏，为纪念《名侦探柯南》电视动画播放10周年而结成的GIZA studio所属的特别组合。

## 来歴
- 2006年4月时结成。《100扇门》为首张单曲。
- 成员中，分别作为愛内里菜和三枝夕夏IN db为《名侦探柯南》演唱过多数歌曲。
- 在2007年公开的剧场版《名侦探柯南 绀碧之棺》中，演唱了主题歌《宛如横渡七海的风》。此后，活动目的不明确。
- 2010年1月三枝夕夏 IN db解散，同时三枝夕夏引退。同年12月因为愛内里菜引退，当时的组合也必然终止了活动。

## 歌曲

### 单曲
|     | 发售日期      | 单曲标题         |
| --- | ------------- | ---------------- |
| 1st | 2006年6月14日 | 100扇门          |
| 2nd | 2007年4月11日 | 宛如横渡七海的风 |

## 主要活动

### TV
- NHK POP JAM DX. 2006年6月5日播放
- EX MUSIC STATION 2006年6月16日播放
- CX HEY!HEY!HEY!MUSIC CHAMP 2006年6月26日播放
- NTV 音乐战士 MUSIC FIGHTER 2006年7月7日播放
- NTV 音楽戦士 MUSIC FIGHTER 2007年4月6日播放
- TXN PVTV 2007年4月12日播放
- NHK MUSIC JAPAN 2007年4月13日播放
- CX MEZAMASHI SATURDAY 2007年4月14日播放
- CX HEY!HEY!HEY!MUSIC CHAMP 2007年4月23日播放

### 首映式致辞
- 2007年4月14日，在大阪・御堂会館举行的电影完成披露試写会

### Live
- 2008年8月30日，读卖电视台主办的《名侦探柯南夏祭　～梦的初Live～》，愛内里菜出演时三枝夕夏以嘉宾出演，同时《宛如横渡七海的风》披露。